# Altjapanische Sprache
Altjapanisch (japanisch 上代日本語 jōdai nihongo bzw. 上古日本語 jōko nihongo) ist die älteste schriftlich bezeugte Form der japanischen Sprache.

## Datierung
Eine genaue Datierung der Zeitspanne gestaltet sich schwierig. Die obere Grenze für diesen Zeitraum ist 794, als die Hauptstadt von Heijō-kyō nach Heian-kyō verlegt wurde. Die untere wiederum ist unklar. Es wurden zwar Holztafeln (mokkan) und Relikte mit Schriftfragmenten ausgegraben, aber der erste vorhandene Text von größerer Länge ist das Kojiki von 712. Ohne die kleinen Textfragmente notwendigerweise auszuschließen, wird aus praktischen Gründen dieses Datum als untere Grenze diskutiert. Dies passt zufälligerweise gut zur Nara-Zeit (710–794). Abgelöst wurde es vom Klassischjapanischen.

## Schriftsystem
Die ältesten schriftlichen Quellen sind das Kojiki (712), Fudoki (720), Nihonshoki (720) und Man’yōshū (nach 771).
Die frühesten gefundenen Texte in Japan sind in klassischem Chinesisch verfasst, obwohl sie eventuell mit Hilfe der Kanbun-Methode japanisch gelesen wurden. Einige dieser Texte zeigen Einflüsse der japanischen Grammatik, z. B. dass das Verb hinter das Objekt gestellt wurde. In diesen „hybriden“ Texten wurden gelegentlich chinesische Zeichen als phonetische Ersatzzeichen für die japanischen Partikeln verwendet. Im Laufe der Zeit wurde diese phonetische Nutzung der chinesischen Zeichen immer geläufiger, bis schließlich die Man’yōgana entstanden. Dieses System fand bereits in den nicht-prosaischen Stellen des Kojiki Verwendung, bevor es in einer ausgereiften Form im namensgebenden Man’yōshū genutzt wurde.

## Phonologie
Die Erforschung der Phonologie des Altjapanischen basiert auf vergleichenden Studien der Aussprache des Chinesischen jener Zeit, der Ryūkyū-Sprachen und der umgekehrten Analyse des diachronischen Wechsels in der japanischen Aussprache. Obwohl der Großteil der Schriftstücke jener Zeit die Sprache des Nara-Hofes in Zentraljapan repräsentiert, sind einige Gedichte im Man'yōshū in anderen Dialekten aus Süd- und Ostjapan verfasst. Einige dieser Dialektunterschiede lassen sich auch heute noch finden.
Altjapanisch unterscheidet sich phonetisch von späteren Sprachstufen. Eine Analyse der Man'yōgana förderte ein besonderes System, bekannt als Jōdai Tokushu Kanazukai zu Tage. Im Phonem-Abschnitt wird genauer darauf eingegangen.
Die Transkriptionen der altjapanischen Wörter im Kojiki unterscheiden sich von jenen im Nihonshoki und Man'yōshū, da ersteres im Gegensatz zu letzteren beiden die Silben /mo1/ und /mo2/ unterscheidet. Dies wird damit in Zusammenhang gebracht, dass die historischen Aufzeichnungen des Kojiki früher zusammengestellt wurden als jene im Nihonshoki, wodurch diese, kurz danach verschwundene, ältere Unterscheidung erhalten wurde.
Die moderne japanische Silbe [tsu] leitet sich von der Affrikation des [t] vor [u] im altjapanischen [tu] ab und das moderne [zu] gleichfalls vom frühmodernen [dzu] und alten [du]. Bestimmte moderne Dialekte behalten diese Unterscheidung zwischen [z] und [dz], z. B. [midzu] für mizu (Wasser) im Nagoya-Dialekt. Ein ähnlicher Prozess der Palatalisierung mündete im modernen [tɕi] aus klassischem sowie altem [ti]. Allerdings kann nicht nachgewiesen werden, wann /ti/ palatalisiert wurde. Es könnte jedoch ein Affrikat im Altjapanischen gewesen sein.
Andere Charakteristiken, die altes von modernem Japanisch unterscheiden, sind:
- Keine langen Vokale oder Diphthonge.
- Wörter fangen nicht mit /r/ oder stimmhaften Plosiven an.
- Keine Silbenendkonsonanten irgendeiner Art.

Einige Wissenschaftler weisen auf eine Verbindung zwischen dem Altjapanischen und ausgestorbenen Sprachen der Koreanischen Halbinsel, wie der Gaya-Sprache, hin. Ein Nachweis der Verwandtschaft zwischen Japanisch und einer anderen als den Ryukuyu-Sprachen konnte bisher jedoch nicht erbracht werden (siehe auch Japanisch-Ryūkyū für weitere Details).

### Phoneme
Ursprünglich wurde davon ausgegangen, dass das Altjapanische 68 Silben besitzt. Anfang des 20. Jahrhunderts entdeckte Shinkichi Hashimoto, dass im Man’yōshū aus der Menge von möglichen Schriftzeichen für bestimmte Silben in einzelnen Wörtern fast immer nur eine Teilmenge und in anderen Wörtern eine andere Teilmenge verwendet wurde. Dies führte er darauf zurück, dass in der Heian-Zeit Silbenpaare zu einer einzelnen Silbe zusammenfielen.
Durch weitere Untersuchungen wurden schließlich 88 Silben gefunden:
| a  | i   | i   | u  | e   | e   | o   | o   |
| ka | ki1 | ki2 | ku | ke1 | ke2 | ko1 | ko2 |
| ga | gi1 | gi2 | gu | ge1 | ge2 | go1 | go2 |
| sa | si  | si  | su | se  | se  | so1 | so2 |
| za | zi  | zi  | zu | ze  | ze  | zo1 | zo2 |
| ta | ti  | ti  | tu | te  | te  | to1 | to2 |
| da | di  | di  | du | de  | de  | do1 | do2 |
| na | ni  | ni  | nu | ne  | ne  | no1 | no2 |
| ha | hi1 | hi2 | hu | he1 | he2 | ho  | ho  |
| ba | bi1 | bi2 | bu | be1 | be2 | bo  | bo  |
| ma | mi1 | mi2 | mu | me1 | me2 | mo1 | mo2 |
| ya |     |     | yu | ye  | ye  | yo1 | yo2 |
| ra | ri  | ri  | ru | re  | re  | ro1 | ro2 |
| wa | wi  | wi  |    | we  | we  | wo  | wo  |

Aus im Abschnitt Phonetik dargelegten Gründen wird anstatt /h/ auch /p/ geschrieben.
Die CV1-Silben werden als Typ-A-Silben (甲類, Kō-rui) und die CV2-Silben als Typ-B-Silben (乙類, Otsu-rui) bezeichnet. In japanischen linguistischen Quellen werden daher statt CV1 und CV2 jeweils CV甲 und CV乙 verwendet.
Kurz nach dem Kojiki verschwand schnell die Unterscheidung zwischen mo1 und mo2 und verringerte die Silbenanzahl auf 87.
Viele Hypothesen wurden vorgeschlagen, um die Silbendopplungen zu erklären, u. a.:
- ein 8-Vokal-System,
- Palatalisierung der vorangegangenen Konsonanten,
- palatale und labiale Gleitlaute /y/ bzw. /w/ und
- ein 6-Vokal-System.

Diese Angelegenheit wird derzeit stark diskutiert, so dass kein allgemeiner Konsens herrscht.

### Transkription
Bei der Transkription soll bedacht werden, dass damit nicht notwendigerweise eine Hypothese unterstützt wird und die tiefgestellte 1 oder 2 sich auf den Konsonanten oder Vokal beziehen kann.
Es gibt verschiedene konkurrierende Transkriptionssysteme. In einigen werden nur die Typ-B-Silben gekennzeichnet, z. B. mit einem Trema über dem Vokal: ï, ë, ö für i2, e2 und o2 und i, e und o für i1, e1 und o1. Problematisch ist hierbei, dass indirekt eine besondere Aussprache des Vokals impliziert wird, als auch bei Wörtern, bei denen unklar ist ob Silben CV1 oder CV2 sind (z. B. /to/ in /toru/ oder /kaditori/), nicht zuverlässig unterschieden werden können.
| Trema              | a | e  | ë  | i  | ï  | o  | ö  | u |
| Trema, erweitert   | a | ê  | ë  | î  | ï  | ô  | ö  | u |
|                    | a | e1 | e2 | i1 | i2 | o1 | o2 | u |
| Yale-Romanisierung | a | ye | ey | yi | iy | wo | o  | u |

### Phonologische Regeln
Die Vokaltypen in einem einzelnen Morphem unterlagen bestimmten phonologischen Einschränkungen:
- -o1 und -o2 kommen nicht gemeinsam vor,
- -u und -o2 kommen im Allgemeinen nicht gemeinsam vor und
- -a und -o2 kommen im Allgemeinen nicht gemeinsam vor.

Diese Regeln deuten auf 2 Vokalgruppen hin: /-a, -u, -o1/ und /o2/. Vokale aus einer Gruppe vermischen sich nicht mit denen der anderen; -i1 und -i2 können mit beiden Gruppen vorkommen. Einige deuten dieses Phänomen als Hinweis auf eine Vokalharmonie des Altjapanischen, wie sie in altaischen Sprachen auftritt.

## Phonetik

### Vokale
Eine phonetische Beschreibung der Vokale hängt von der Hypothese ab, der gefolgt wird.

### Konsonanten
nach Bjarke Frellesvig:
|               |                     | Labial | Alveo-dental | Alveo-dental | Palatal | Velar |
| ------------- | ------------------- | ------ | ------------ | ------------ | ------- | ----- |
| Obstruenten   | Stimmlos            | *p     | *t           | *s           |         | *k    |
| Obstruenten   | Stimmhaft, pränasal | *ᵐb    | *ⁿd          | *ⁿz          |         | *ᵑg   |
| Nasale        | Nasale              | *m     | *n           | *n           |         |       |
| Approximanten | Approximanten       | *w     |              |              | *j      |       |
| Flap          | Flap                |        | *ɾ           | *ɾ           |         |       |

#### Realisierung von /h/
/h/ wurde phonetisch vermutlich als *[p] realisiert. Diese Annahme wurde durch folgende textuelle und phonologische Analysen vorhergesagt. So verursacht das moderne /h/ eine Diskrepanz in der Paarung der stimmlosen gegenüber den stimmhaften Konsonanten. Bei /k, g/, /s, z/, /t, d/ und schließlich /h, b/ passt das Paar /h, b/ nicht, da die stimmlose Variante von /b/ /p/ ist. Vergleiche mit den Ryukyu-Sprachen zeigen [p], wo im modernen Japanisch [h] gesprochen wird. Da sich beide Sprachen irgendwann in der Vergangenheit getrennt haben, kann dies als Beleg genommen werden, dass das japanische [h] einst wie das ryukyuische [p] gesprochen wurde.
In späteren Sprachstufen wie dem Klassischjapanischen wurde /h/ als [ɸ] gesprochen, was sich im modernen Japanisch nur bei /hu/ erhalten hat. So schrieben portugiesische Missionare, die Japan im frühen 17. Jahrhundert besuchten, die gesamte /h/-Kana-Reihe als „fa, fi, fu, fe, fo“. Beschreibungen koreanischer Besucher im selben Jahrhundert legen einen stimmlosen labialen Frikativ nahe. Der älteste Hinweis auf [ɸ] stammt aus dem 9. Jahrhundert. 842 beschreibt der Mönch Ennin im Zaitōki, dass das Sanskrit-p labialer ist als das Japanische. Daher ist die allgemeine Meinung, dass zwischen dem 9. und 17. Jahrhundert /h/ als [ɸ] gesprochen wurde. Einige Linguisten gehen davon aus, dass /h/ bereits im Altjapanischen als [ɸ] realisiert wurde.
Es ist auch möglich, dass /h/ am Wortanfang frei als stimmloser bilabialer Obstruent [p ~ ɸ] und im Wortinneren als stimmhafter bilabialer Obstruent [b ~ β] variierte.

#### Pränasalisierung
Die stimmhaften Laute /b, d, z, g/ wurden pränasal realisiert. Im modernen Japanisch haben sich Spuren davon nur für /g/ mit dessen Allophon [ŋ] erhalten.

#### */yi/
Es ist unbekannt, ob es das Phonem */yi/ gab. Die Wörter kai ‚Ruder‘ und kui ‚Bedauern‘ könnten darauf hindeuten, da das Altjapanische Vokal- und Konsonantenhäufungen vermied, so dass eine Erklärung für diese hier ist, dass tatsächlich *kayi und *kuyi gemeint ist. Das zum Schreiben des Altjapanischen verwendete Chinesische konnte die Laute [i] und *[ji] nicht unterscheiden, sodass diese Unterscheidung, sollte es sie im gesprochenen Japanischen gegeben haben, sich nicht im geschriebenen Japanisch widergespiegelt hat.

## Silbenstruktur
Traditionell wird der Unterschied zwischen den Typ-A- und Typ-B-Silben bei der Vokalqualität gesehen und damit 8 verschiedene Vokalphoneme mit unterschiedlichen Theorien zur Aussprache dieser Vokale angenommen. Die Silbenstruktur ist damit CV (Konsonant-Vokal).
Andere Forscher sehen den Unterschied bei den Silben selber durch die Verwendung von Gleitlauten und damit eine Silbenstruktur in der Form CGV.
Das einleitende C konnte leer sein. Ein bloßer Vokal tritt aber nur am Wortanfang auf. Stimmhafte Konsonanten und /r/ kommen nicht am Wortanfang vor, ausgenommen bei den zwei Lehnwörtern /rikizimahi1/ und /rokuro/.
Vokalelisionen fanden statt, um Vokalhäufungen vorzubeugen:
- der einleitende Vokal wird weggelassen: /ara/ ‚wild, rau‘ + /umi1/ ‚Meer, (die) See‘ → /arumi1/ ‚raue See‘,
- Der folgende Vokal wird weggelassen: /hanare/ ‚getrennt‘ + /iso1/ ‚Felsenküste‘ → /hanareso1/ ‚(vom Land) getrennte Felsenküste‘,
- zwei aufeinander folgende Vokale verschmelzen zu einem neuen: i1 + a → e1, a + i1 → e2, o2 + i1 → i2 oder
- /s/ wird zwischen zwei Vokalen eingefügt: /haru/ ‚Frühling‘ + /ame2/ ‚Regen‘ → /harusame2/ ‚Frühlingsregen‘. Es ist jedoch möglich, dass /ame2/ früher */same2/ war.

## Grammatik

### Pronomen
Personal- und Demonstrativpronomen waren:
|                      | kurz             | lang             | Lokational       | Direktional      |
| Personalpronomen     | Personalpronomen | Personalpronomen | Personalpronomen | Personalpronomen |
| -------------------- | ---------------- | ---------------- | ---------------- | ---------------- |
| 1. Person            | wa, a            | ware, are        |                  |                  |
| 2. Person1)          | na               | nare2)           |                  |                  |
| 3. Person            | si               | –                |                  |                  |
| Interrogativ         | ta               | tare             |                  |                  |
| Reflexiv             | ono2             | (ono2re)2)       |                  |                  |
| Demonstrativpronomen |                  |                  |                  |                  |
| Proximal             | ko2              | ko2re            | ko2ko2           | ko2ti            |
| Nicht-proximal       | so2              | –2)              | so2ko2           | –                |
| Distal3)             | ka               | kare             |                  |                  |
| Interrogativ         | idu-             | idure            | iduku            | iduti            |

Der Funktionsunterschied zwischen kurzen und langen Pronomen ist nicht bekannt. Den kurzen Pronomen folgt jedoch stets eine Partikel. Bis auf kleinere Ausnahmen werden die langen Pronomen nie mit Genitivpartikeln oder in nominalen Komposita verwendet.
1. Zusätzlich zu den Personalpronomen gibt es noch weitere Anredeformen für die 2. Person, die teilweise im Gegensatz zu den Pronomen mit einem Pluralsuffix versehen werden können:
  - imasi, masi, mimasi: vgl. mit imasu („sein, vorhanden sein“)
  - kimi: „sie (mein Gebieter)“
  - namuti: von dem Personalpronomen na und dem Honorativsuffix muti
  - namutati: „ihr“; von namuti und dem Pluralsuffix tati
  - wake, ore: abwertend
  - i: abwertend, aber nur in Verbindung mit Genitiv als i-ga
2. nare kommt nur selten vor, ono2re nur zweimal im Man’yōshū und so2re gar nicht.
3. Frellesvig weist darauf hin, dass im Altjapanischen kare nur einmal und ka nur mindestens zweimal im Man’yōshū auftauchen. Da sie damit nicht als produktive Mitglieder angesehen werden können, besaß das Altjapanische nur zwei Entfernungsgrade im Gegensatz zum Nachfolger, dem Klassischjapanischen, und dem Vorgänger, dem Protojapanischen, mit ihren drei Entfernungsgraden.

### Verben
Altjapanisch unterschied zwischen 8 Verbkonjugationen: vierstufige (四段 yondan), obere einstufige (上一段 kami ichidan), obere zweistufige (上二段 kami nidan), untere zweistufige (下二段 shimo nidan), K-unregelmäßige (カ変 ka-hen), S-unregelmäßige (サ変 sa-hen), N-unregelmäßige (ナ変 na-hen) und R-unregelmäßige (ラ変 ra-hen). Untere einstufige Verben (下一段 shimo ichidan) sind noch nicht vorhanden.

#### Konjugation
| Verbklasse         | Mizenkei 未然形 Irrealisform | Ren’yōkei 連用形 Konjunktionalform | Shūshikei 終止形 Schlussform | Rentaikei 連体形 Attributivform | Izenkei 已然形 Realisform | Meireikei 命令形 Imperativform |
| ------------------ | ---------------------------- | ---------------------------------- | ---------------------------- | ------------------------------- | ------------------------- | ------------------------------ |
| vierstufige        | -a                           | -i1                                | -u                           | -u                              | -e2                       | -e1                            |
| obere einstufige   | -                            | -                                  | -ru                          | -ru                             | -re                       | -(yo2)                         |
| obere zweistufige  | -i2                          | -i2                                | -u                           | -uru                            | -ure                      | -i2(yo2)                       |
| untere zweistufige | -e2                          | -e2                                | -u                           | -uru                            | -ure                      | -e2(yo2)                       |
| K-unregelmäßige    | -o2                          | -i1                                | -u                           | -uru                            | -ure                      | -o2                            |
| S-unregelmäßige    | -e                           | -i                                 | -u                           | -uru                            | -ure                      | -e(yo2)                        |
| N-unregelmäßige    | -a                           | -i                                 | -u                           | -uru                            | -ure                      | -e                             |
| R-unregelmäßige    | -a                           | -i                                 | -i                           | -u                              | -e                        | -e                             |

Mizenkei (Irrealis) und Izenkei (Realis) sind als Kontrastpaare nach der Funktion der entsprechenden Verbform mit der Partikel ba benannt: mit Mizenkei + ba wird eine Hypothese bzw. Konditionalis ausgedrückt und mit Izenkei + ba eine reale Bedingung.

#### Thematische und athematische Stämme
Verben, deren Stamm mit einem Konsonant endet, werden als „athematisch“ bezeichnet. Diese folgen einer vierstufigen, oberen zweistufigen, S-, R-, K- oder N-unregelmäßigen Konjugation.
Verben, deren Stamm mit einem Vokal endet, werden als „thematisch“ bezeichnet. Diese folgen einer oberen einstufigen Konjugation.

#### Unregelmäßige Verben
Es gibt einige Verben mit unregelmäßigen Konjugationen.
- K-unregelmäßig: k- „kommen“
- S-unregelmäßig: s- „tun“
- N-unregelmäßig: sin- „sterben“, in- „gehen, sterben“
- R-unregelmäßig: ar- „sein“, wor- „sein“

Die Konjugationsklassen werden nach dem letzten Stammkonsonanten benannt.

### Adjektive
Es gab 2 Arten von Adjektiven: reguläre Adjektive und adjektivische Nomen.
Die regulären Adjektive werden nochmals in 2 Typen eingeteilt: jene, bei denen die Renyōkei auf -ku, und jene, bei denen sie auf -siku endet. Damit gibt es zwei Flexionstypen:
| Adjektivklasse | Mizenkei | Renyōkei | Shūshikei | Rentaikei | Izenkei              | Meireikei |
| -------------- | -------- | -------- | --------- | --------- | -------------------- | --------- |
| -ku            | -ke1     | -ku      | -si       | -ki1      | -ke1 oder -ke1re     |           |
| -ku            | -kara    | -kari    | -si       | -karu     | -kare                | -kare     |
| -siku          | -sike1   | -siku    | -si       | -siki1    | -sike1 oder -sike1re |           |
| -siku          | -sikara  | -sikari  | -si       | -sikaru   | -sikare              | -sikare   |

Die -kar- und -sikar-Formen sind vom Verb ar- („sein“) abgeleitet. Die Renyōkei-Flexion (-ku oder -siku) bekommt ar- als Suffix. Die Flexion folgt der R-unregelmäßigen Konjugation von diesem. Da das Altjapanische Vokalgruppen vermeidet, geht das resultierende -ua- zu -a- über.
Die adjektivischen Nomen besitzen nur eine Flexion:
| Stamm                | Mizenkei | Renyōkei | Shūshikei | Rentaikei | Izenkei | Meireikei |
| -------------------- | -------- | -------- | --------- | --------- | ------- | --------- |
| Adjektivisches Nomen | -nara    | -nari    | -nari     | -naru     | -nare   | -nare     |

### Partikeln (joshi)
Das Altjapanische kannte folgende Partikel:

#### Kaku joshi(格助詞)
Kaku joshi sind Partikeln, die den Kasus von Nomen anzeigen.
- Nominativ: Die Nominativpartikel i war bereits veraltet und geriet nach dem Altjapanischen außer Gebrauch.
- Akkusativ: wo (verändert sich nach der Themenpartikel ha zu wo-ba)
- Genitiv: Hauptsächlich wurden für den Genitiv ga und no2 verwendet. ga wird dabei hauptsächlich possessiv und no2 attributiv gebraucht, beide aber auch appositionell, wobei bei ga eher der vorangegangene Teil und bei no2 der nachfolgende Teil betont wird.[5] Daraus ergibt sich, dass bei Personalpronomen ausschließlich ga (z. B. wa-ga, „mein“; na-ga, „dein“; si-ga, „sein“, ta-ga, „wessen“) und bei Demonstrativpronomen ausschließlich no2 (ko2-no2, „dieses“; so2-no2, „jenes“) benutzt wird. In Nebensätzen werden beide auch zur Markierung des Subjektes verwendet. Die Genitivpartikel tu fängt an, im Altjapanischen unüblich zu werden, da sie hauptsächlich nur nach Ortsangaben vorkommt.
Bereits veraltete Genitivpartikeln sind ro1, ro2, na – letzteres evtl. aber auch eine außer Gebrauch geratene Dual-Partikel – und da, die wiederum eine veraltete Variante von na ist. Vorhanden sind sie z. B. noch in den folgenden Ausdrücken: kamu-ro1-ki („Geistwesen [Genitiv] männlich“), kamu-ro1-mi („Geistwesen [Genitiv] weiblich“), o1-ro2-ti („groß [Genitiv] wildes, mächtiges Wesen“), ma-na-ko1 („Auge [Genitiv] ?Kind; Augapfel“), ke-da-mono („Haar [Genitiv] Wesen“).
- Dativ: ni
- Allativ: Das Nomen he1 („Seite, Richtung“) wurde erstmals als Allativpartikel verwendet.
- Ablativ: Ablativpartikeln waren gleichrangig yo1ri, yo1, yuri und yu. Das Nomen kara wurde erstmals als Ablativpartikel verwendet.
- Komitativ: to2

#### Kakari joshi(係助詞)
- Thema: ha wurde zur Anzeige eines normalen oder kontrastierenden Themas und mo zur Betonung verwendet.
- Bekräftigung: namo (namu), so (zo), koso
- W-Fragen: ka
- Ja/Nein-Fragen: ya

#### Fuku joshi(副助詞)
Fuku joshi bilden adverbiale Phrasen.
- bakari: „etwa, ungefähr“ (von hakar-, „messen; planen“)
- dani: „zumindest“
- made (ni): „bis“
- nomi2: „nur, einzig, allein; gänzlich, völlig, vollkommen“
- sahe: „auch, außerdem, sogar, zumindest“ (vgl. das moderne sae)
- si: „auch, sogar“
- simo: „sogar“
- sura: „sogar, zumindest“

#### Setsuzoku joshi(接続助詞)
Setsuzoku joshi folgen finiten Verbformen um Nebensätze zu bilden.
- gane: „so dass“
- gani: „als ob“
- mono wo: „obwohl“
- mono kara (ni), mono yuwe (ni): „als, während“
- ni: „als, weil“
- to:
  - Konzessivsatz („selbst wenn, obwohl“), häufig gefolgt von mo → tomo
  - „damit, zwecks“
- wo: „da, weil“
- yuwe (ni): weil (nach Nomen auch „wegen“)

#### Shūjoshi(終助詞)
Shūjoshi sind Satzendpartikeln.
- gane: Optativ
- kamo: Interrogativ; Ausruf
- moga: Desiderativ
- miyu: „es hat den Anschein“. Miyu stammt von der Schlussform von miye-, dem Passiv des Verbs mi- („sehen“).
- na: Verbot („nicht“); Ausruf
- so, koso, ka, ya: siehe Kakari joshi

#### Kantō joshi(間投助詞)
Kantō joshi bilden Interjektionen.
- ro: Kommt nur selten im zentralen aber häufig im östlichen Dialekt vor.
- we, wo, ya, yo

Die Suffixe für die Meireikei stammen vermutlich von den Interjektionen yo (zentraler Dialekt) und ro (östlicher Dialekt) ab.

### Hilfsverben
Die nicht flektierbaren werden auch als Partikeln betrachtet.

#### Verbindung mit Mizenkei
| Stamm | Mizenkei          | Renyōkei          | Shūshikei         | Rentaikei         | Izenkei           | Meireikei         | Funktion                                  |
| ----- | ----------------- | ----------------- | ----------------- | ----------------- | ----------------- | ----------------- | ----------------------------------------- |
| ba    | nicht flektierbar | nicht flektierbar | nicht flektierbar | nicht flektierbar | nicht flektierbar | nicht flektierbar | Konditionalis                             |
| h-    | -a                | -i                | -u                | -u                | -e                | -e                | Wiederholung                              |
| ray-  | -e                |                   |                   |                   |                   |                   | Potentialis                               |
| r-/y- | -e                | -e                | -u                | -uru              | -ure              | -e(yo)            | 1) Passiv, 2) Potentialis, 3) Spontanität |
| s-    | -a                | -i                | -u                | -u                | -e                | -e                | Höflichkeitsform                          |
| s-    | -e                | -e                | -u                | -uru              | -ure              | -e(yo)            | 1                                         |
| sim-  | -e                | -e                | -u                | -uru              | -ure              | -e(yo)            | Kausativ2                                 |
| zu    | nicht flektierbar | nicht flektierbar | nicht flektierbar | nicht flektierbar | nicht flektierbar | nicht flektierbar | Negation                                  |

1. Bildete transitive und kausative Verben und diente auch als leichte Höflichkeitsform.
2. Spätere Verwendung als Höflichkeitsform noch nicht vorhanden.

#### Verbindung mit Renyōkei
| Stamm  | Mizenkei          | Renyōkei          | Shūshikei         | Rentaikei         | Izenkei           | Meireikei         | Funktion                                      |
| ------ | ----------------- | ----------------- | ----------------- | ----------------- | ----------------- | ----------------- | --------------------------------------------- |
| ke1r-  | -a                |                   | -i                | -u                | -e                |                   | modale Vergangenheit                          |
| –      | se                |                   | ki                | si                | sika              |                   | direkte Vergangenheit                         |
| masiz- |                   |                   | -i                | -iki              |                   |                   | negative Annahme1                             |
| tar-   | -a                | -i                | -i                | -u                | -e                | -e                | Perfektiv (abgeleitet von -te + ar- („sein“)) |
| te     | nicht flektierbar | nicht flektierbar | nicht flektierbar | nicht flektierbar | nicht flektierbar | nicht flektierbar | Te-Form (adverbiales Partizip)                |
| tutu   | nicht flektierbar | nicht flektierbar | nicht flektierbar | nicht flektierbar | nicht flektierbar | nicht flektierbar | gleichzeitig ablaufende Handlung („während“)  |

1. Entwickelt sich zu späterem maz-.

#### Verbindung mit Shūshikei
| Stamm | Mizenkei | Renyōkei | Shūshikei | Rentaikei | Izenkei | Meireikei | Funktion       |
| ----- | -------- | -------- | --------- | --------- | ------- | --------- | -------------- |
| mer-  |          | -i       | -i        | -u        | -e      |           | starke Annahme |
| nar-  |          |          | -i        | -u        | -e      |           | Hörensagen     |
| ras-  |          |          | -i        | -iki      | -ikere  |           | Mutmaßung      |

#### Verbindung mit Rentaikei
| Stamm | Mizenkei | Renyōkei | Shūshikei | Rentaikei | Izenkei | Meireikei | Funktion |
| ----- | -------- | -------- | --------- | --------- | ------- | --------- | -------- |
| nar-  | -a       | -i       | -i        | -u        | -e      | -e        | Kopula   |

#### Verbindung mit Izenkei
- ba: Markiert eine Bedingung oder einen Grund (siehe auch Mizenkei-ba; nicht flektierbar)
- do: Konzessiv (nicht flektierbar)

#### Verbindung mit Meireikei
| Stamm | Mizenkei | Renyōkei | Shūshikei | Rentaikei | Izenkei | Meireikei | Funktion |
| ----- | -------- | -------- | --------- | --------- | ------- | --------- | -------- |
| r-    | -a       | -i       | -i        | -u        | -e      | -e        | Perfekt  |

## Dialekte
Das Man'yōshū enthält Gedichte, die in einem östlichen Dialekt geschrieben wurden.

## Proto-Japanisch

### 4-Vokal-System
Die folgenden Verkürzungen fanden statt:
- *ia > /e1/
- *ai1 > /e2/
- *ui1 > /i2/
- *o2i1 > /i2/
- *au > /o1/
- *ua > /o1/

Damit kann das Proto-Vokalsystem als /*a, *i, *u, *o2/ rekonstruiert werden.

### /h/ < *[p]
Beim Proto-Japanischen wurde /h/ sehr wahrscheinlich *[p] gesprochen.

### Co1als Cwo
Verteilungsgemäß mag es einst *ho1, *ho2 und *bo1, bo2 gegeben haben. Die Unterscheidung zwischen /mo1/ und /mo2/ kommt nur im Kojiki vor und verschwand danach. Wenn das wahr ist, dann wurden Co1 und Co2 für alle Kombinationen außer /wo/ unterschieden. Von einigen wird dies als unterstützendes Argument angesehen, dass Co1 für Cwo steht.